# Anchocoema subalata
Anchocoema subalata är en insektsart som beskrevs av Cândido Firmino de Mello-Leitão 1939. 
Anchocoema subalata ingår i släktet Anchocoema och familjen Proscopiidae. Inga underarter finns listade i Catalogue of Life.